# Tiếng Altai
Tiếng Altai (còn gọi là tiếng Altai Gorno) là một ngôn ngữ Turk, là ngôn ngữ chính thức của Cộng hoà Altai, Nga. Ngôn ngữ này mang tên Oyrot (ойрот) hồi trước năm 1948.

## Phân loại
Do vị trí của dãy núi Altai cùng sự tiếp xúc với các ngôn ngữ lân cận, chưa có đồng thuận về vị trí của tiếng Altai trong ngữ hệ Turk. Vì sự gần gũi địa lý với tiếng Shor và tiếng Khakas, một số người đặt nó trong nhóm Turk Bắc. Ngược lại, do nét tương đồng nhất định với tiếng Kyrgyz, nó cũng từng được xếp vào nhóm Kipchak. Phân loại của Talat Tekin đặt tiếng Altai Nam vào nhánh riêng, xếp tiếng Altai Bắc chung với tiếng Hạ Chulym và phương ngữ Kondoma của tiếng Shor.

## Phân bố
Tiếng Altai chủ yếu được nói ở Cộng hoà Altai (tiếng Altai Nam) và vùng (krai) Altai (tiếng Altai Bắc).

### Địa vị chính thức
Tiếng Altai là ngôn ngữ chính thức của Cộng hoà Altai, cùng với tiếng Nga. Dạng chuẩn chính thức dựa trên phương ngữ của người Altay Kiži sống ở miền nam nước cộng hoà, song trong những năm gần đây nó đang lan rộng lên miền bắc.

### Phương ngữ
Dù theo truyền thống được coi là một ngôn ngữ, tiếng Altai Nam không thông hiểu hoàn toàn với tiếng Altai Bắc. Tiếng Altai viết dựa trên tiếng Altai Nam. Năm 2006, một bảng chữ Kirin mới được tạo ra để viết phương ngữ Kumandy (thuộc tiếng Altai Bắc) ở krai Altai.
Các phương ngữ là như sau:
- Altai Nam
  - Altai "lõi"
    - Mayma

  - Telengit
    - Tölös
    - Chuy

  - Teleut
- Altai Bắc
  - Tuba
  - Kumandy
    - Turachak
    - Solton
    - Starobardinian

  - Chalkan (còn gọi là Kuu, Lebedin)

Gần gũi với tiếng Altai Bắc là tiếng Shor Kondom và tiếng Hạ Chulym. Cả ba có âm -j- ứng với âm *d ở vị trí giữa hai nguyên âm trong ngôn ngữ Turk nguyên thủy (khác với tiếng Shor Mras và tiếng Trung Chulym, có -z-).

## Âm vị học
Số lượng âm vị tiếng Altai biến thiên theo phương ngữ.

## Phụ âm
|          | Môi | Môi | Chân răng | Chân răng | Vòm- chân răng | Vòm- chân răng | Vòm | Vòm | Ngạc mềm | Ngạc mềm |
| -------- | --- | --- | --------- | --------- | -------------- | -------------- | --- | --- | -------- | -------- |
| Mũi      |     | m   |           | n         |                |                |     |     |          | ŋ        |
| Tắc      | p   | b   | t         | d         |                |                | c   | ɟ   | k        | ɡ        |
| Tắc xát  |     |     |           |           | tʃ             |                |     |     |          |          |
| Xát      |     |     | s         | z         | ʃ              | ʒ              | ç   | ʝ   | x        | ɣ        |
| Tiếp cận |     |     |           | l         |                |                |     | j   |          |          |
| R        |     |     |           | ɾ~r       |                |                |     |     |          |          |

### Nguyên âm
Có tám nguyên âm trong tiếng Altai. Nguyên âm có thể ngắn hoặc dài.
|       |                | Đóng | Đóng | Mở | Mở |
| ngắn  | dài            | ngắn | dài  |    |    |
| ----- | -------------- | ---- | ---- | -- | -- |
| Trước | không làm tròn | i    | iː   | e  | eː |
| Trước | làm tròn       | y    | yː   | ø  | øː |
| Sau   | không làm tròn | ɯ    | ɯː   | a  | aː |
| Sau   | làm tròn       | u    | uː   | o  | oː |